# Bartolomeo Caporali

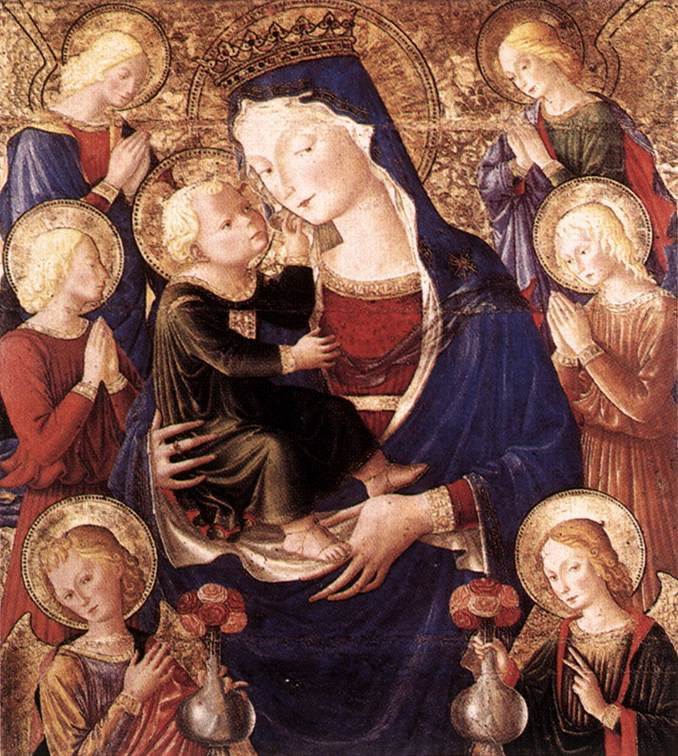
Madonna és Gyermeke angyalokkal, Umbriai Nemzeti Galéria, Perugia

Bartolomeo Caporali (Perugia, 1420 – Perugia, 1503/5) itáliai reneszánsz festő.

## Élete
Segnolo di Giovanni Caporale (tizedes) becendvű katona fiaként, Massa Lombardában született. Művészeti képzettségéről van néhány adat, neve 1442-ben szerepelt a festőcéh névsorában.
Családja igen aktívan foglalkozott a művészettel: bátyja, Giapeco miniaturista volt; fiai, Giovan Battista és Giovanni Paolo, valamint unokaöccse Giulio mind művészek lettek. Az bizonyosnak tűnik, hogy gyakran járt a perugiai reneszánsz festői körökben, amelyek Domenico Veneziano 1438-as ott-tartózkodása nyomán alakultak. A festők, mint például Perugino, első lépéseiket ebből a termékeny iskolából kiindulva tették meg. Az iskola létrejöttét lehetővé tévő „humusz” az új perspektívaelméleteknek a régebbi gótikus hagyományba oltásának köszönhető. 

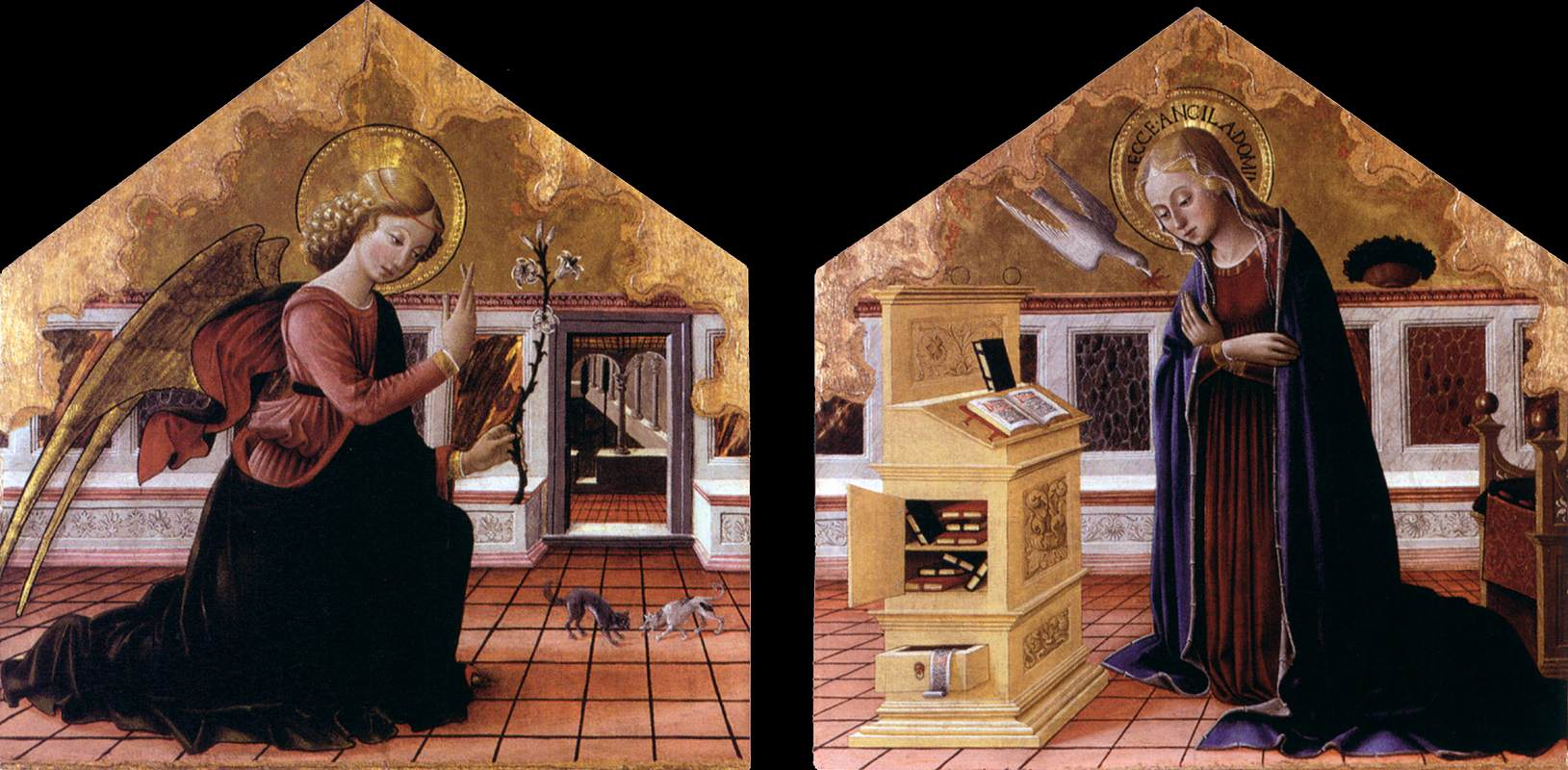
Angyali üdvözlet, Umbriai Nemzeti Galéria, Perugia

Caporali stílusa korai szakaszában Benedetto Bonfigli, majd utolsó alkotói szakaszában Fiorenzo di Lorenzo és Pinturicchio hatását tükrözi.
Caporali debütáló alkotásai bizonytalan eredménnyel rendelkeznek: mind a Madonna és a Gyermek az Uffiziben, mind a  Háromkirályok imádása a Keresztre feszítéssel a Londoni Nemzeti Galériában lehetnek akár Benedetto Bonfiglit művei is. 
Minden bizonnyal az övé a trasimenói Isola Maggiore plébániatemploma feszülete, a Berlin-Dahlem Múzeum Madonnája, a Madonna szentek és muzsikáló angyalok között Fanciullatában, mindegyik 1450 és 1459 között készült.
Ha az ezernégyszázhetvenes évek alkotásai, mint az Angyalok a Passió hangszereivel a Perugia Képtárban ( 1477 ), a Madonna della Misericordia, valamint Ferenc és Bernardino szentek és a négy evangélista ( 1480 ), a Sant'Antonio- templom kápolnájához „Antonio in Deruta bonfiglieszknek bizonyult, a nyolcvanas évekbeliek, mint például a Gonfalone di San Francesco ( 1482 ), Montone, a nápolyi Galleria di Capodimonte madonnája a perugiai Pinturicchio iskolához közeledett.
Caporali főbb munkái a két egykori Barberini-táblakép, a Szűz Mária születése (New York, Metropolitan Művészeti Múzeum) és a Jézus bemutatása a templomban (Boston, Szépművészeti Múzeum) tartalmazza, amelyeknek tulajdonítása bizonytalan, és egyes kritikusok szerint lehetséges. hogy Piero della Francesca vagy Leon Battista Alberti művei, valamint a San Bernardino-i fülke 1473-as díszítő alkotásaiban (Perugia, Umbriai Nemzeti Galéria), Perugino irányítása alatt készült, amelyeket a kis figurák jellemeznek, amelyeket úgy illesztettek be, mintha megvilágítottak lennének. az oldal és az építészeti hátterek alapján, tipikusan umbriai reneszánsz perspektívában.
Bartolomeo Caporali 1503 és 1505 októbere között halt meg Perugiában. 
Caporali fia, Giovanni Paolo ötvösként dolgozott.

## Galéria

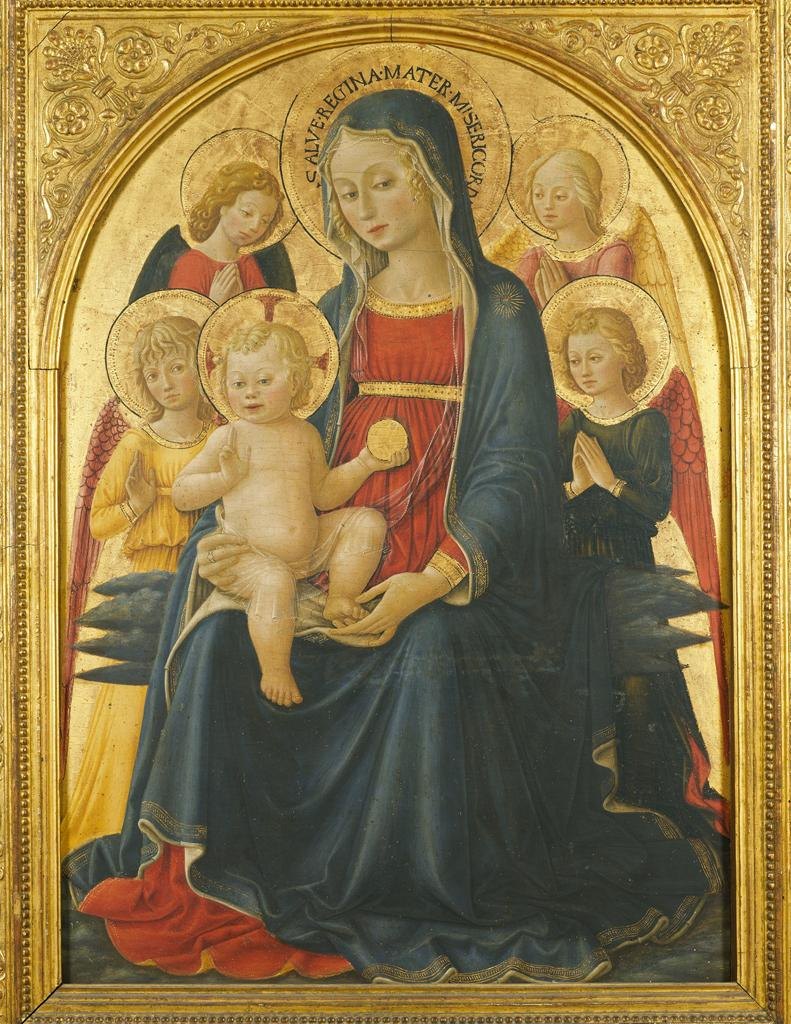
Madonna és a Gyermek angyalokkal,San Marco Múzeum, Firenze
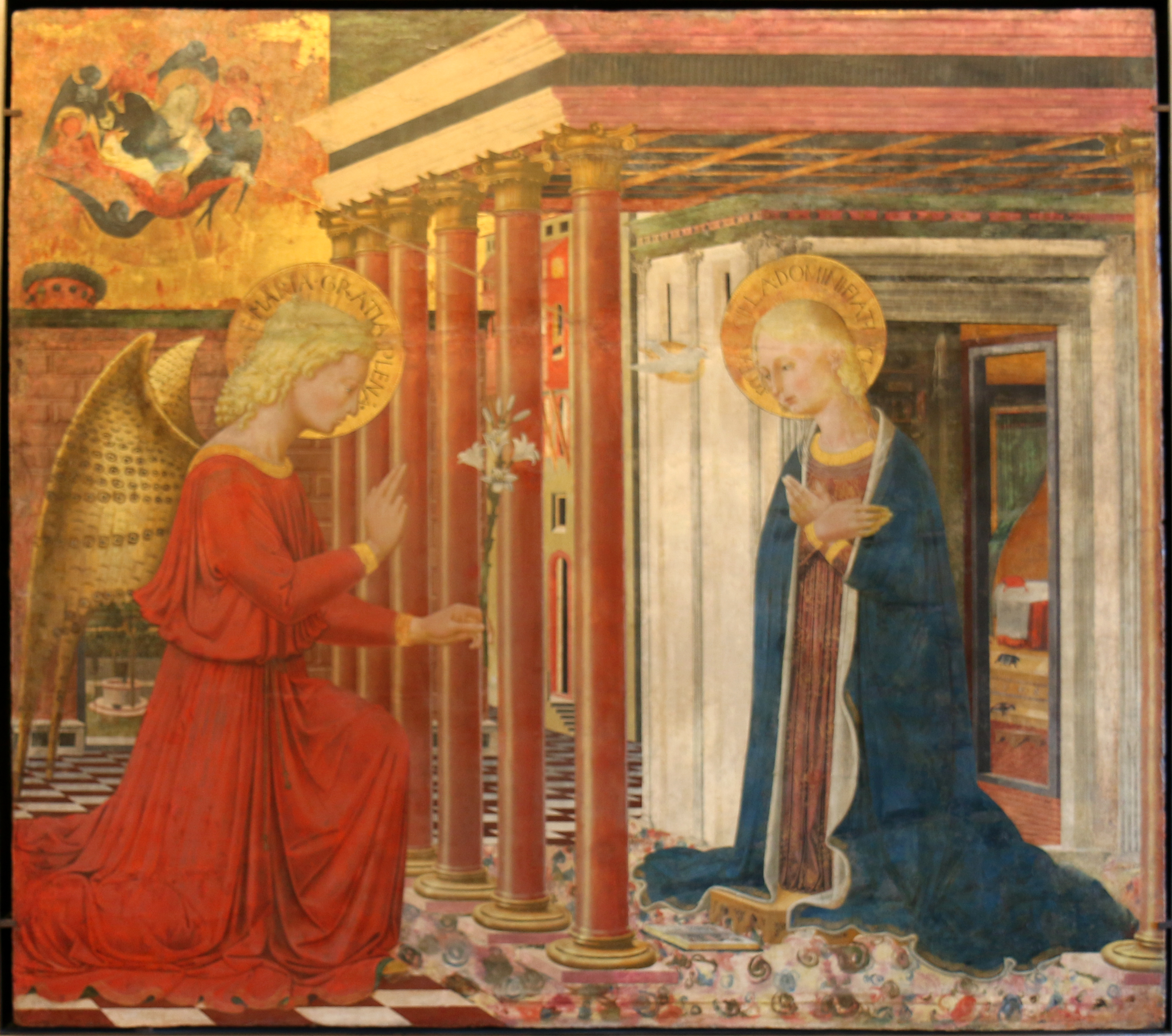
Angyali üdvözlet, 1460 k., Musée du Petit Palais, Avignon
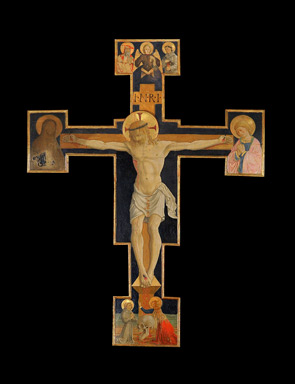
Feszület, 1460–1470, Szent Mihály arkangyal templom, Maggiore-sziget,Trasimeno-tó
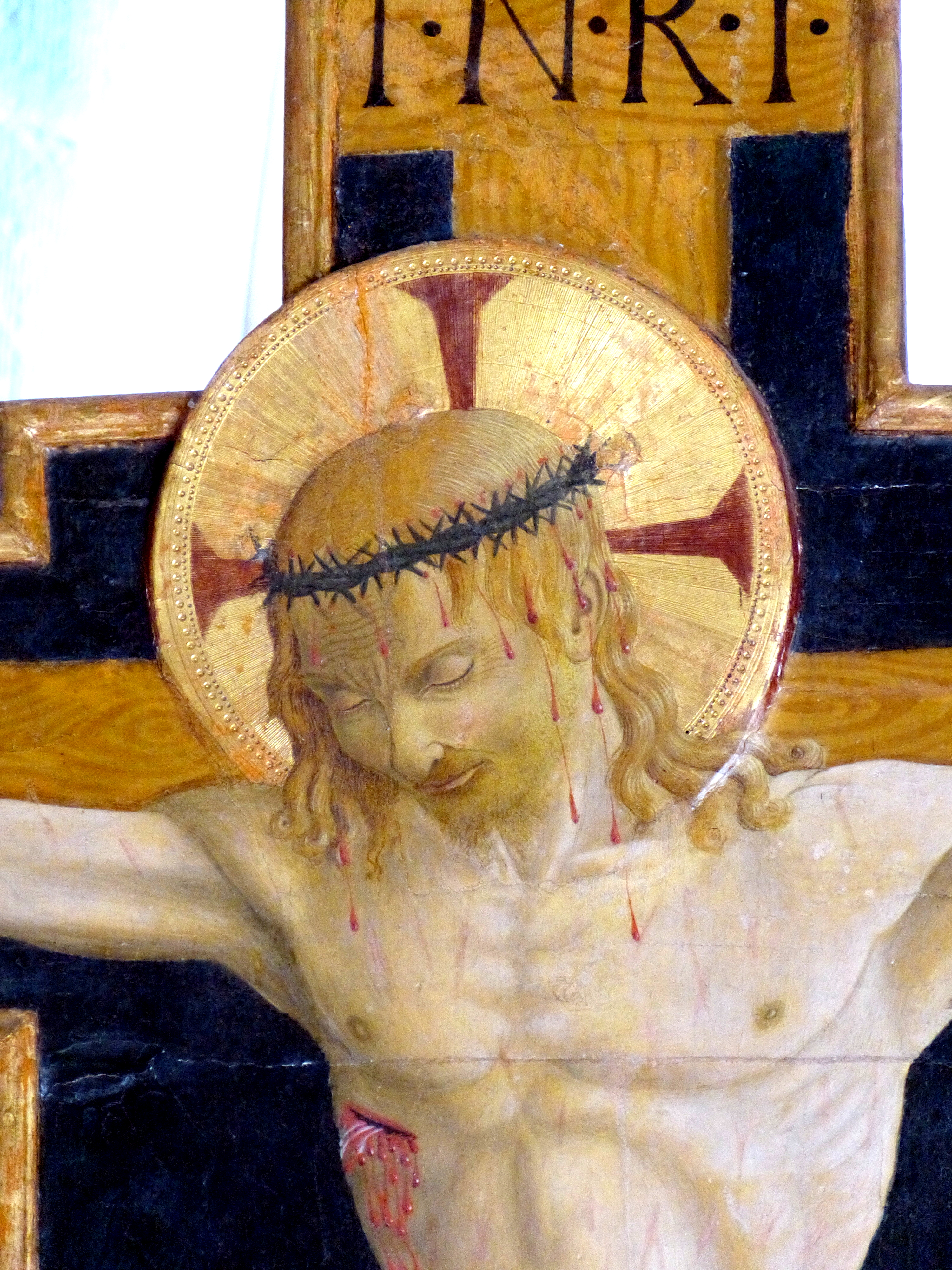
Feszület, részlet, 1460–1470, Szent Mihály arkangyal templom, Maggiore-sziget, Trasimeno-tó
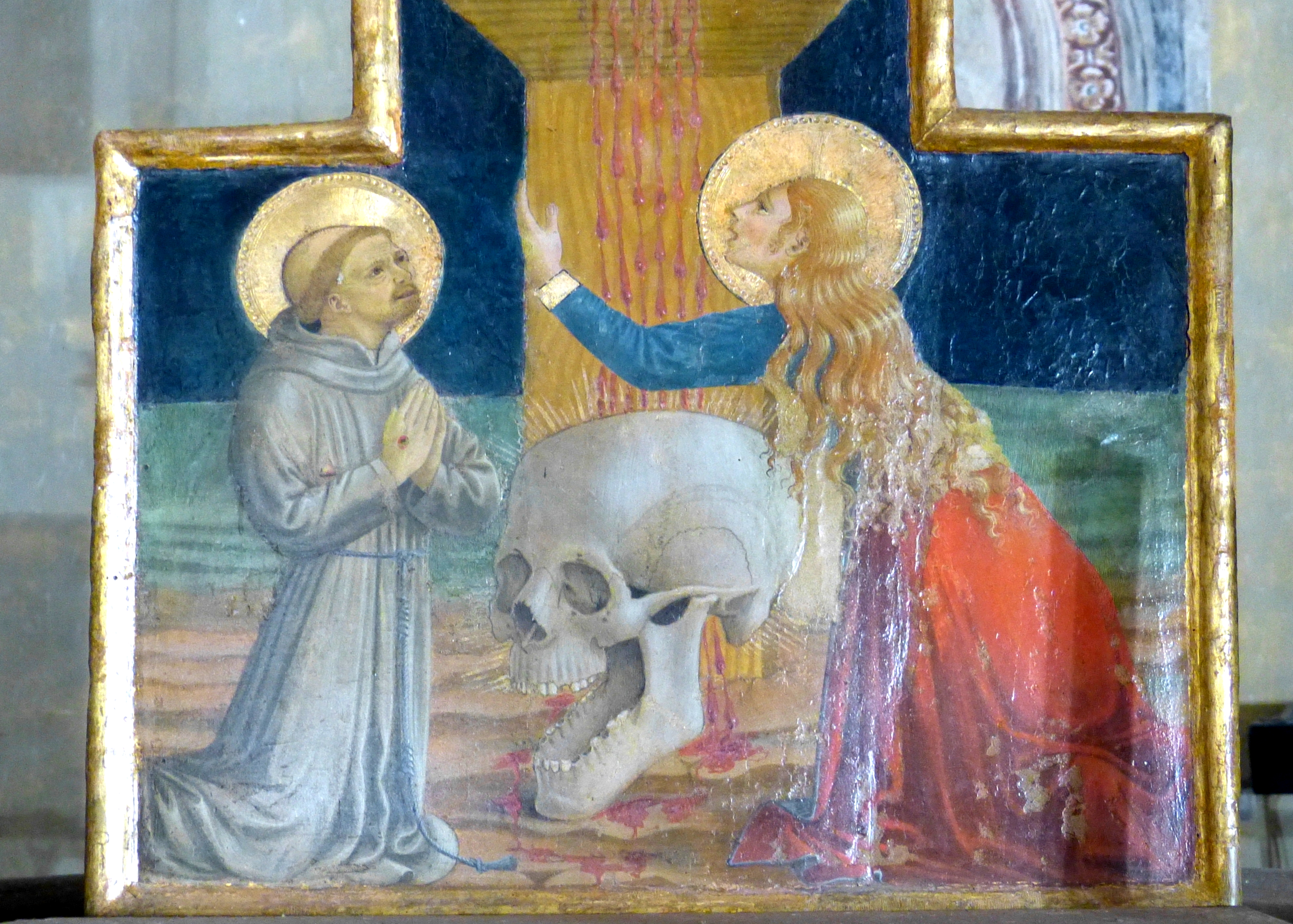
Feszület, részlet, 1460–1470, Szent Mihály arkangyal templom, Maggiore-sziget, Trasimeno-tó

## Művei
- Madonna del Fanciullo, 1459, Madonna del Fanciullo templom, Deruta, Fanciullata falu
- Irgalmas Madonna Szent Ferenc és Bernardino között, 1480 körül, Sant'Antonio Abate templom, Deruta

## Fordítás
- Ez a szócikk részben vagy egészben  a   Bartolomeo Caporali című olasz Wikipédia-szócikk ezen változatának fordításán alapul.  Az eredeti cikk szerkesztőit annak laptörténete sorolja fel. Ez a jelzés csupán a megfogalmazás eredetét és a szerzői jogokat jelzi, nem szolgál a cikkben szereplő információk forrásmegjelöléseként.